# Madrasa (Syria)
Madrasa – wieś w Syrii, w muhafazie Aleppo, w dystrykcie As-Safira. W 2004 roku liczyła 97 mieszkańców.